# Tinea mandarinella
Tinea mandarinella är en fjärilsart som beskrevs av William George Dietz 1905. Tinea mandarinella ingår i släktet Tinea och familjen äkta malar. Inga underarter finns listade i Catalogue of Life.